# Bolesław Kominek

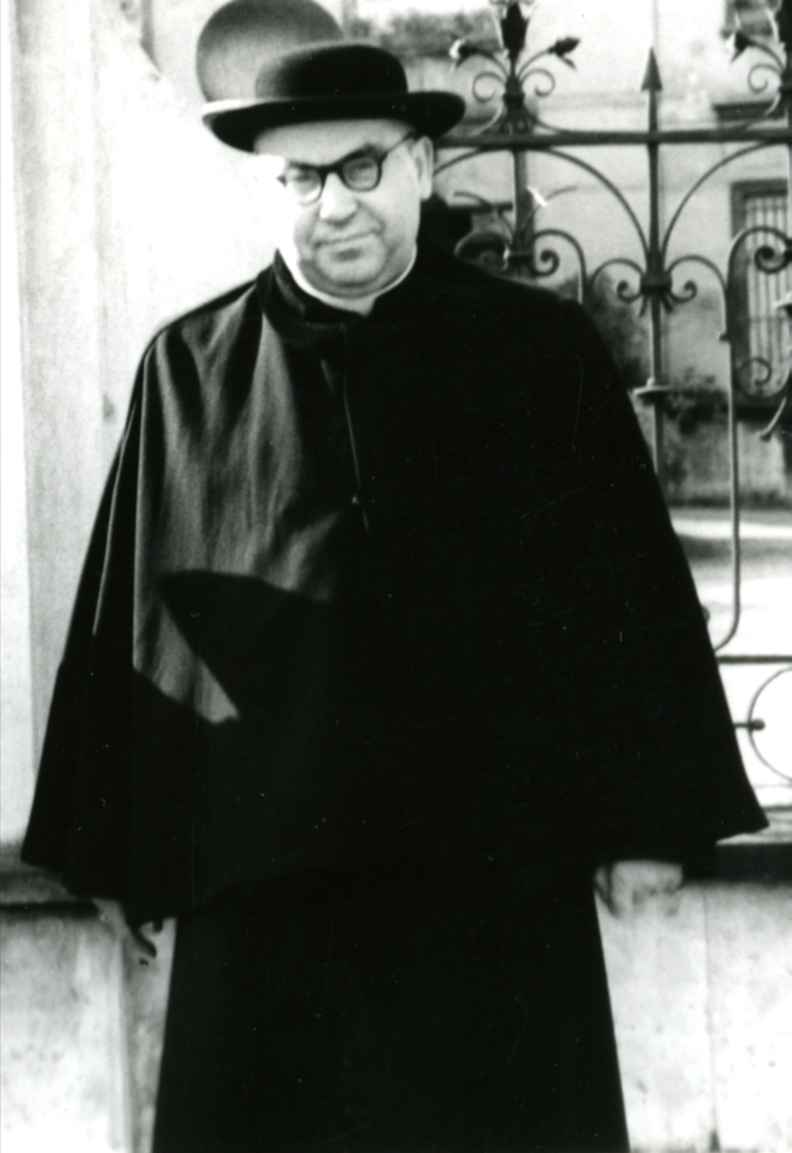
Bolesław kardinaal Kominek

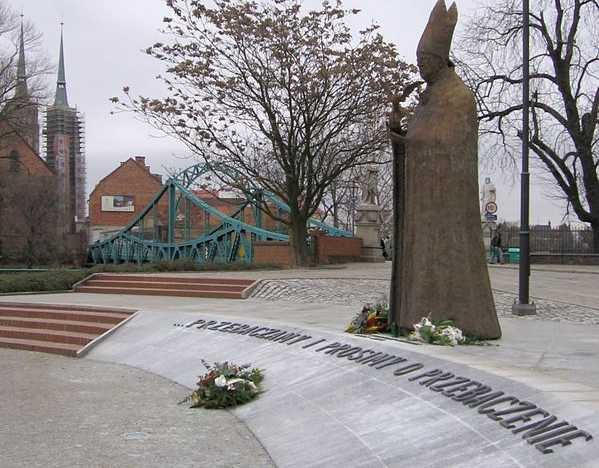
Monument voor kardinaal Kominek in Wrocław

Bolesław Kominek (Wodzisław Śląski, 23 december 1903 - Wrocław, 10 maart 1974) was een Pools geestelijke en kardinaal van de Rooms-Katholieke Kerk.
Kominek was de zoon van mijnwerker Franciszek Kominek en Kataryna Kozielskich. Hij bezocht het gymnasium van Rybnik en studeerde vervolgens aan de Katholieke Universiteit van Krakau. Hij werd op 11 september 1927 priester gewijd. Van 1927 tot 1930 woonde hij in Parijs, waar hij studeerde en zich als pastor ontfermde over de Poolse immigranten. Van 1930 tot 1939 werkte hij als pastoor in het bisdom Katowice. In 1945 benoemde August kardinaal Hlond hem tot Administrator van Opole. Deze benoeming werd niet erkend door de Heilige Stoel. Niettemin bleef hij deze functie uitoefenen, tot zijn functie in 1951 door het communistische bewind werd opgeheven. Meteen daarop benoemde paus Pius XII Kominek tot titulair bisschop van Sofene. De communisten stonden evenwel een bisschopswijding niet toe. Kominek werd derhalve clandestien gewijd in Przemyśl. Hij vestigde zich hierop in Wrocław, waar hij - zo goed en zo kwaad als dat ging - leiding gaf aan de katholieke gemeenschap. Zijn bisschopswijding bleef tot 1956 geheim. In 1958 was Kominek een van de wijdende bisschoppen bij de bisschopswijding van Karol Józef Wojtyła, de latere paus Johannes Paulus II.
Kominek nam deel aan het Tweede Vaticaans Concilie. Onderwijl werkte hij als apostolisch administrator in Wrocław. In 1972 benoemde paus Paulus VI hem tot aartsbisschop van het aartsbisdom Wrocław. Tijdens het consistorie van 5 maart 1973 creëerde Paulus hem kardinaal. De Santa Croce in Via Flaminia werd zijn titelkerk.
Kardinaal Kominek overleed amper een jaar later en werd bijgezet in de kathedraal van Wrocław.
- Gemeinsame Normdatei: 13967344X
- International Standard Name Identifier: 0000 0001 1499 2651
- Library of Congress Control Number: no00012089
- Nationale Bibliotheek van Tsjechië: mzk2017962494
- Nationale Bibliotheek van Polen: a0000001725037
- Virtual International Authority File: 161253799
- WorldCat: E39PBJcR7kYRhfBjkB8W4rW4bd